# Varano de' Melegari
Varano de' Melegari là một đô thị ở tỉnh Parma ở vùng Emilia-Romagna, tọa lạc cách khoảng 110 km về phía tây củaBologna và khoảng 30 km về phía tây nam củaParma. Đến thời điểm ngày 31 tháng 12 năm 2004, đô thị này có dân số 2.488 và diện tích là 64,4 km². Thị xã này có đoàn xiếc mô tô Autodromo Riccardo Paletti.
Đô thị Varano de' Melegari bao gồm các frazioni (đơn vị trực thuộc, làng) Boschi, Il Monte, Le Aie, Mazzini, Molino, Pecorini, Pianelli, Pradarolo, Scarampi, Serravalle, Vianino, Viazzano, and Volta.
Varano de' Melegari tiếp giáp các đô thị sau đây: Bore, Fornovo di Taro, Medesano, Pellegrino Parmense, Solignano, Varsi.